# Salticus albobarbatus
Salticus albobarbatus är en spindelart som beskrevs av Powell 1873. Salticus albobarbatus ingår i släktet Salticus och familjen hoppspindlar. Inga underarter finns listade i Catalogue of Life.